# Jelmo
Jelmo je malá vesnice, část obce Libníč v okrese České Budějovice v Jihočeském kraji. Nachází se asi 1,5 kilometru severovýchodně od Libníče. Jihovýchodně od Jelma se zvedá nevýrazné návrší Kantorova hora (537 metrů). Je zde evidováno 35 adres. V roce 2011 zde trvale žilo 54 obyvatel.
Jelmo je také název katastrálního území o rozloze 2,76 km².

## Historie

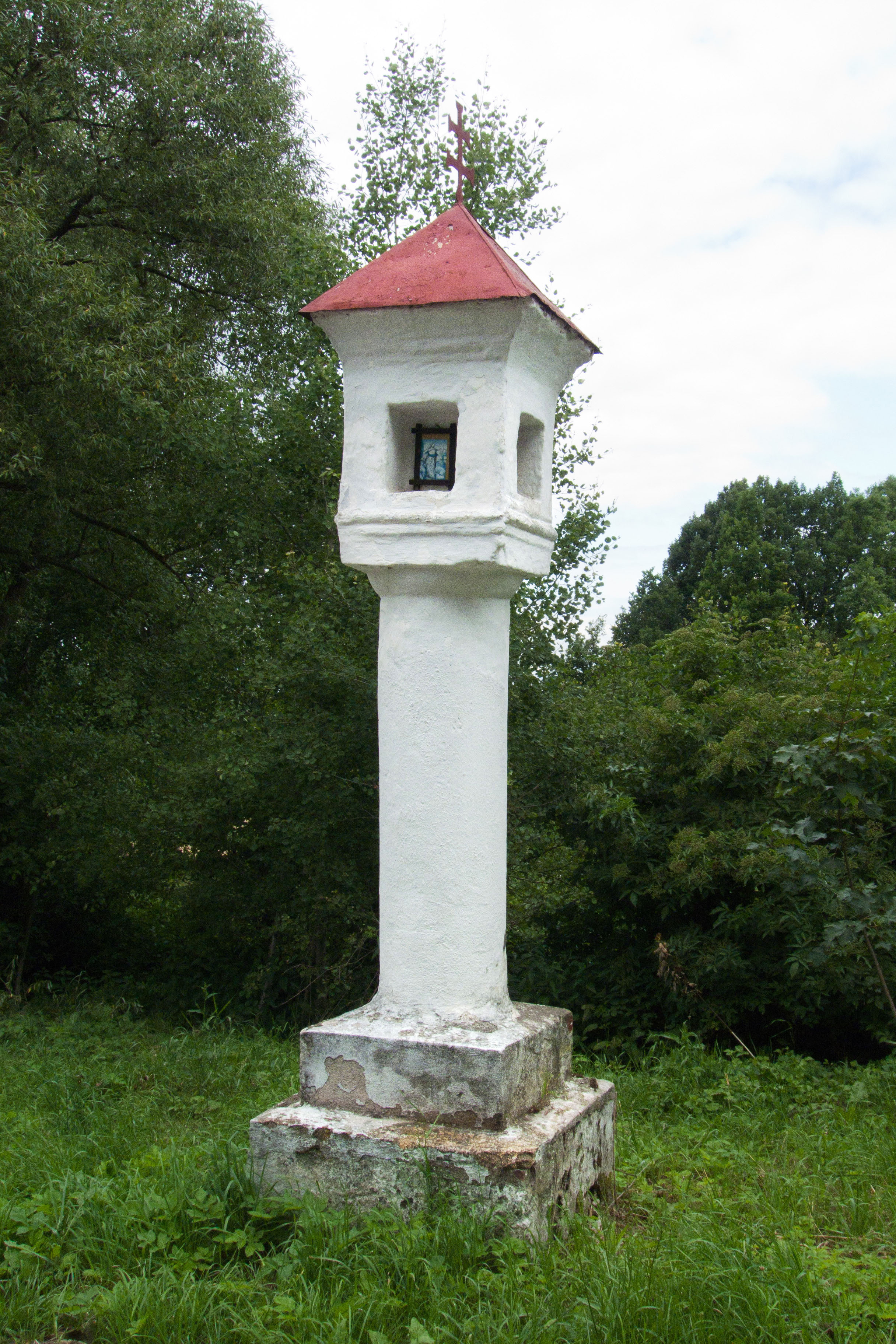
Boží muka u silnice na Libníč

Lokalita byla osídlena dle archeologických nálezů již v pravěku, další nálezy pocházejí z 10. století. První písemná zmínka o Jelmu pochází z roku 1378, kdy jej Karel IV. zastavil. Vesnice patřila pod hlubocké panství.
V roce 1571 se v okolí Jelma začalo těžit stříbro, vznikl tak jelemský důlní revír, byly zde cechy (šachty) Nanebevzetí Krista, Boží vůle, Císař Jindřich a další. Koncem 16. století, po zatopení dolů, těžba skončila.
V roce 1923 byla v Jelmu postavena knihovna, v roce 1956 zřízeno jednotné zemědělské družstvo.

## Obyvatelstvo
| Rok            | 1869 | 1880 | 1890 | 1900 | 1910 | 1921 | 1930 | 1950 | 1961 | 1970 | 1980 | 1991 | 2001 | 2011 | 2021 |
| -------------- | ---- | ---- | ---- | ---- | ---- | ---- | ---- | ---- | ---- | ---- | ---- | ---- | ---- | ---- | ---- |
| Počet obyvatel | 159  | 154  | 139  | 123  | 136  | 133  | 95   | 87   | 87   | 71   | 60   | 41   | 34   | 54   | 90   |
| Počet domů     | 21   | 22   | 22   | 21   | 21   | 22   | 23   | 27   | 22   | 22   | 19   | 23   | 29   | 33   | 38   |

## Obecní správa

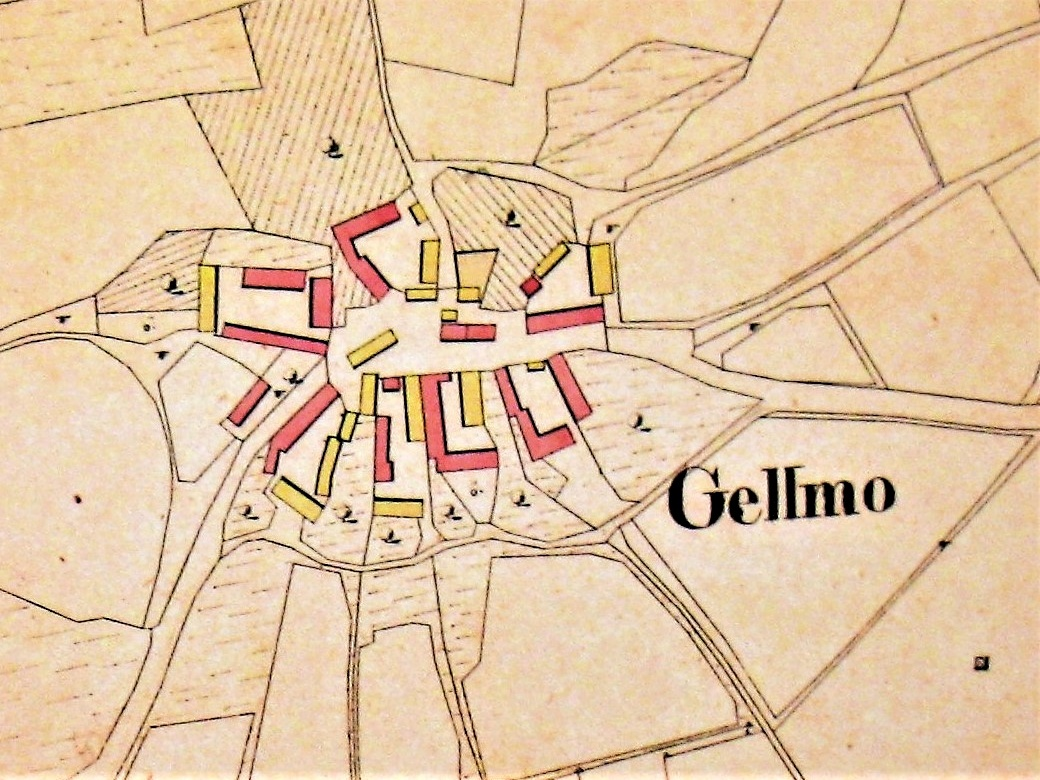
Jelmo v katastru z roku 1827

Od roku 1850 patřilo Jelmo pod Libníč, v letech 1923–1943 bylo samostatnou obcí, poté v letech 1943–1945 spadalo pod Hůry. Po druhé světové válce bylo opět až do 31. prosince 1962 samostatnou obcí, od 1. ledna 1963 do 31. prosince 1975 patřilo opět pod Libníč a spolu s ní od 1. ledna 1976 připadlo pod Rudolfov. Součástí samostatné Libníče je opět od 24. listopadu 1990.

## Pamětihodnosti
- lidová architektura – např. čp. 2 a 5
- boží muka a křížek u silnice k Libniči